# Widerstand gegen Vollstreckungsbeamte
Beim Widerstand gegen Vollstreckungsbeamte handelt es sich um einen Tatbestand des deutschen Strafrechts, der in § 113 StGB normiert ist. Die Vorschrift verbietet, Staatsdienern bei der Vornahme einer Vollstreckungshandlung durch Gewalt oder durch Drohung mit Gewalt Widerstand zu leisten. Sie soll sowohl die Unversehrtheit der Vollstreckungsbeamten als auch die Autorität staatlicher Vollstreckungshandlungen schützen. Zu ihren typischen Anwendungsbereichen zählen Widerstandshandlungen bei der Festnahme von Personen.
Inhaltlich handelt es sich bei § 113 StGB um einen Sonderfall der Nötigung (§ 240 StGB). Beide Delikte haben sich allerdings historisch weitgehend unabhängig voneinander entwickelt, weshalb sie nur wenig aufeinander abgestimmt sind. Deshalb ist das systematische Verhältnis zwischen beiden Tatbeständen seit langem umstritten und bis heute nicht abschließend geklärt. In engem systematischen Zusammenhang zu § 113 StGB stehen § 114 StGB und § 115 StGB, die den Anwendungsbereich des § 113 StGB auf Nötigungen von Beamten außerhalb von Vollstreckungssituationen sowie auf die Nötigung von Rettungskräften erstrecken.
Für das Widerstandleisten können grundsätzlich eine Freiheitsstrafe bis zu drei Jahren oder eine Geldstrafe verhängt werden. Damit handelt es sich gemäß § 12 Abs. 2 StGB um ein Vergehen. In schweren Fällen kann eine Strafe von bis zu fünf Jahren Freiheitsstrafe verhängt werden.
Sondervorschriften für die Nötigung von Amtsträgern existieren auch in den deutschsprachigen Nachbarländern. So verwirklicht Art. 285 des Schweizer StGB, wer eine Behörde, ein Mitglied einer Behörde oder einen Beamten durch Gewalt oder Drohung an einer Handlung, die innerhalb ihrer Amtsbefugnisse liegt, hindert, zu einer Amtshandlung nötigt oder während einer Amtshandlung tätlich angreift. Eine vergleichbare Strafnorm findet sich in Österreich in § 269 StGB.

## Normierung und Schutzzweck
§ 113 StGB lautet seit seiner letzten Veränderung am 30. Mai 2017 wie folgt:
(2) In besonders schweren Fällen ist die Strafe Freiheitsstrafe von sechs Monaten bis zu fünf Jahren. Ein besonders schwerer Fall liegt in der Regel vor, wenn
1. der Täter oder ein anderer Beteiligter eine Waffe oder ein anderes gefährliches Werkzeug bei sich führt,
2. der Täter durch eine Gewalttätigkeit den Angegriffenen in die Gefahr des Todes oder einer schweren Gesundheitsschädigung bringt oder
3. die Tat mit einem anderen Beteiligten gemeinschaftlich begangen wird.
(3) Die Tat ist nicht nach dieser Vorschrift strafbar, wenn die Diensthandlung nicht rechtmäßig ist. Dies gilt auch dann, wenn der Täter irrig annimmt, die Diensthandlung sei rechtmäßig.
Die Strafbewehrung von Widerstandshandlungen verfolgt nach überwiegender Auffassung einen doppelten Schutzzweck: Zum einen soll sie Amtsträgern Schutz bieten, die bei Vollstreckungsmaßnahmen besonderen Gefahren durch Gegenwehr ausgesetzt sind. Zum anderen soll sie die Autorität staatlicher Vollstreckungsakte schützen. Ein Teil des juristischen Schrifttums sieht lediglich in letzterem das Schutzgut des § 113 StGB, da die körperliche Integrität bereits in ausreichendem Maß durch andere Normen gewährleistet werde, insbesondere die Körperverletzungsdelikte (§ 223 ff. StGB) und die Nötigung (§ 240 StGB).
Bereits die Vornahme einer Widerstandshandlung genügt zur Vollendung des § 113 StGB. Ob der Täter die Vollstreckung tatsächlich verhindert oder den Vollstreckungsbeamten verletzt ist demnach für die Strafbarkeit unerheblich. Es handelt sich damit um ein unechtes Unternehmensdelikt. Hintergrund dessen ist, dass der Gesetzgeber Beamte auch vor versuchten Körperverletzungen schützen wollte, die bei Inkrafttreten der Norm noch straflos waren.
In systematischer Hinsicht handelt es sich bei § 113 StGB um einen Spezialfall der Nötigung, der teilweise enger, teilweise weiter als dieser Tatbestand gefasst ist. Das systematische Verhältnis zwischen beiden Delikten ist aufgrund von Unstimmigkeiten des Gesetzes bislang nicht abschließend geklärt.

## Entstehungsgeschichte

### Widerstand gegen Amtsträger als Unterfall descrimen vis
Wie die allgemeine Nötigung wird der Tatbestand des § 113 StGB häufig auf das crimen vis zurückgeführt, das im römischen Recht entwickelt und im Gemeinen Recht rezipiert wurde. Das crimen vis richtete sich ursprünglich gegen die eigenmächtige Selbsthilfe. Im Lauf der Zeit wurde es jedoch auf zahlreiche andere Formen der Gewaltanwendung ausgedehnt, die das Potential besaßen, den öffentlichen Frieden zu beeinträchtigen. Hierdurch erlangte das crimen vis einen äußerst großen Anwendungsbereich. So konnte es etwa auch durch Misshandlung von Untertanen, tätliche Beleidigung, gewalttätige Behinderung von Amtsträgern bei der Amtsausübung oder durch das gewalttätige Verhindern von Handlungen verwirklicht werden.

### Entstehen von Sonderregelungen zur Gewaltanwendung gegen Amtsträger in der Kodifikationsphase

#### Abkehr vomcrimen vis

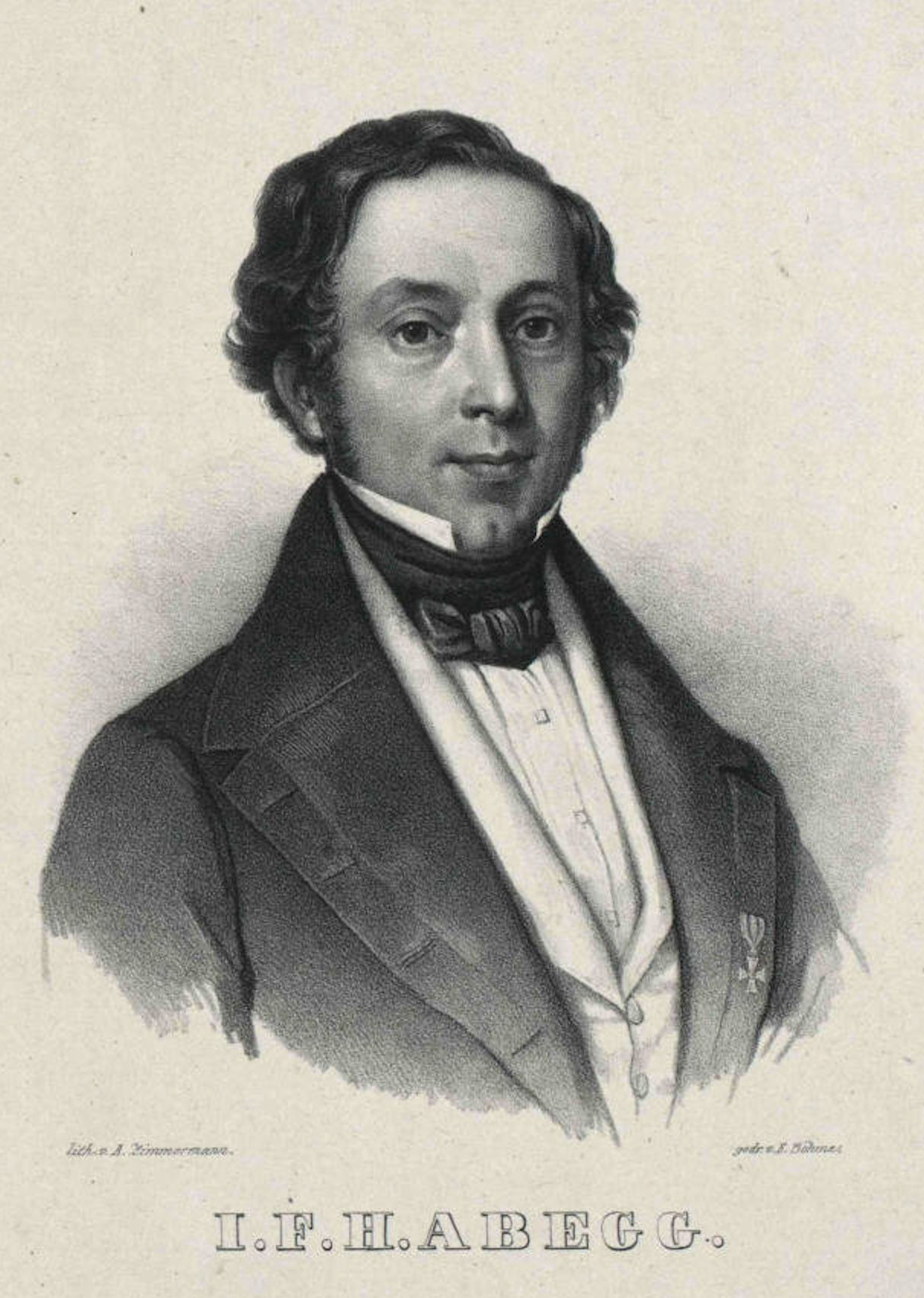
Julius Abegg war ein Vorreiter bei der Weiterentwicklung des crimen vis

Die zunehmende Ausweitung des Anwendungsbereichs des crimen vis führte vor allem in der Phase der Aufklärung dazu, dass sich Stimmen mehrten, die dieses Delikt als zu konturenlos kritisierten. Um diesen Missstand zu beheben, bildete sich im juristischen Schrifttum allmählich ein Standpunkt heraus, der das Schutzgut des crimen vis auf die individuelle Willensfreiheit eingrenzte. Hieraus entwickelten sich in der Kodifikationsphase die Nötigungsdelikte, die es verboten, Menschen durch Gewalt oder Drohung zu einem bestimmten Verhalten zu zwingen. Mit der Fokussierung auf die individuelle Freiheit verlor der Schutz des öffentlichen Friedens im Rahmen des crimen vis an Relevanz. Um Strafbarkeitslücken vorzubeugen, formulierten die Gesetzgeber zahlreiche Sondervorschriften, welche die Gewaltanwendung gegenüber Hoheitsträgern eigenständig unter Strafe stellten. Dementsprechend nahmen sie in viele Strafgesetzbücher Tatbestände auf, die den gewaltsamen Widerstand gegen das Handeln von Amtswaltern unter Strafe stellten. Den Auftakt bildete der französische Code pénal von 1791. Im deutschsprachigen Raum drohte erstmals das Preußische Allgemeine Landrecht (ALR) von 1794 in § 166 II 20 eine Freiheitsstrafe von bis zu zwei Jahren an, wenn sich jemand der Obrigkeit in ihrer Amtsführung oder deren Abgeordneten in Vollziehung ihrer Befehle tätlich widersetzte. Das preußische Strafgesetzbuch (prStGB) von 1851 griff dies auf und präzisierte die im ALR noch unscharf formulierte Tathandlung in seinem § 89. Dieser lautete:

#### Streit um das systematische Verhältnis zwischen Nötigung und Widerstandleisten
Im Vergleich zum allgemeinen Nötigungstatbestand war § 89 prStGB seinem Wortlaut nach insofern weiter formuliert, als dass er beliebige Drohungen als Nötigungsmittel genügen ließ. Die allgemeine Nötigung setzte demgegenüber gemäß § 212 prStGB die Drohung mit der Begehung einer Straftat voraus. Nach allgemeiner Meinung war § 89 prStGB jedoch aufgrund seiner Entstehungsgeschichte dahingehend zu verstehen, dass er eine Drohung mit Gewalt voraussetzte; dies entsprach der bisherigen Interpretation des crimen vis, welche die Drohung mit Gewalt der Gewaltanwendung gleichstellte. § 89 prStGB verdrängte in seinem Anwendungsbereich die einfache Nötigung, die lediglich mit bis zu einem Jahr Gefängnis sanktioniert werden konnte. Damit wirkte er wie eine Qualifikation des § 212 prStGB.
Flankiert wurde § 89 durch den Tatbestand der Beamtennötigung (§ 90 PrStGB). Hiernach machte sich strafbar, wer Beamten mit Gewalt oder Drohung zur Vornahme einer Amtshandlung nötigte. Im Vergleich zur einfachen Nötigung wies § 90 prStGB eine höhere Strafandrohung von bis zu fünf Jahren Gefängnis auf, fungierte also insoweit als eine weitere Qualifikation. Unklar war hingegen das systematische Verhältnis zwischen § 89 und § 90 prStGB: Letzterer war tatbestandlich so weit formuliert, dass er begrifflich auch Verhaltensweisen des § 89 prStGB mit einschloss. Solche Überschneidungen wären typisch für das Verhältnis zwischen Grunddelikt und Qualifikation bzw. Privilegierung gewesen. Da § 89 prStGB eine geringere Strafandrohung als § 90 prStGB aufwies, schien das Widerstandleisten als Privilegierung der Beamtennötigung konzipiert worden zu sein. Allerdings bestand nach einhelliger Auffassung kein Anlass, die Nötigung von Vollstreckungsbeamten gegenüber der Nötigung anderer Beamten zu privilegieren. In der Konsequenz entsprach es allgemeiner Ansicht, dass die §§ 89, 90 prStGB unverbunden nebeneinander standen. Die begriffliche Überschneidung beider Delikte bewältigte die Praxis, indem sie den Tatbestand der Beamtennötigung teleologisch reduzierte.

### Widerstandsdelikte des Reichsstrafgesetzbuchs

#### Aufgreifen der Regelungen des preußischen StGB
Die Regelungen des preußischen StGB fungierten als Vorbild für das Strafgesetzbuch des Norddeutschen Bunds von 1870, welches das Widerstandleisten in § 113 und die Beamtennötigung in § 114 regelte. Diese Regelungen wurden bereits 1872 wortgleich in das Reichsstrafgesetzbuch (RStGB) überführt, das nach der Reichsgründung das StGB des Norddeutschen Bundes ablöste. § 113 RStGB lautete wie folgt:
(2) Sind mildernde Umstände vorhanden, so tritt Gefängnißstrafe bis zu einem Jahre oder Geldstrafe bis zu eintausend Mark ein.
§ 113 RStGB fußte auf § 89 prStGB, war allerdings enger formuliert. So bestimmte der Gesetzgeber, dass nur solche Widerstandshandlung tatbestandsmäßig waren, die sich gegen rechtmäßige Diensthandlungen richteten. Eine entsprechende Einschränkung der Strafbarkeit wurde bereits im gemeinen Recht für das crimen vis gefordert. Hintergrund dessen war die allmähliche Anerkennung eines individuellen Rechts zum Widerstand gegen rechtswidriges Staatshandeln durch die Rechtslehre. Warum sich diese Forderung gerade beim StGB des Norddeutschen Bundes durchsetzte, erläutern die Gesetzgebungsmaterialien nicht, da diese Beschränkung nachträglich und kurzfristig in den Gesetzesberatungen ergänzt wurde.
Ferner nahm der Gesetzgeber die bereits angesprochene Beschränkung der Bedrohungsalternative auf Drohungen mit Gewalt bei § 113 RStGB ausdrücklich ins Gesetz auf. Bei § 114 RStGB verzichtete er hierauf, was die Streitfrage aufwarf, ob dort nun auch die Drohung mit anderen Mitteln als Gewalt tatbestandsmäßig war.

#### Übergang von der Exklusivitäts- zur Privilegierungsthese
Die Systematik der Widerstandsdelikte ließ der Gesetzgeber unverändert. Daher setzte der bereits aus dem preußischen StGB bekannte Streit um das systematische Verhältnis zwischen Widerstandleisten (§ 113 RStGB), Beamtennötigung (§ 114 RStGB) und einfacher Nötigung (§ 240 RStGB) fort. Geordnet nach der Strafobergrenze war die Nötigung das mildeste Delikt (ein Jahr Freiheitsstrafe), gefolgt vom Widerstandleisten (zwei Jahre Freiheitsstrafe) und der Beamtennötigung (fünf Jahre Freiheitsstrafe). 
Einigkeit bestand darüber, dass § 113 RStGB der einfachen Nötigung als schwereres Delikt vorging. Kontroverser wurde das Verhältnis zwischen § 113 und § 114 RStGB erörtert: Ursprünglich entsprach es wie unter Geltung des preußischen StGB allgemeiner Auffassung, dass beide Delikte zueinander in einem Exklusivitätsverhältnis standen, die eigenständige, sich nicht überlappende Anwendungsbereiche besaßen. Allerdings mehrten sich zunehmend Stimmen, die diese Exklusivitätsthese in Zweifel zogen. Sie argumentierten, dass diese These keinen hinreichenden Rückhalt im Gesetz finde. Die Ähnlichkeit der Tatbestände deute vielmehr auf eine vom Gesetzgeber bewusst geschaffene Überschneidung beider Delikte hin. Diese Überschneidung führten die Kritiker darauf zurück, dass der Gesetzgeber § 113 RStGB als Privilegierung des § 114 RStGB konzipiert habe. Dies rechtfertigten sie mit der Annahme, dass sich ein Täter, der sich einer Vollstreckungshandlung ausgesetzt sieht, in einer Situation außergewöhnlicher Anspannung befinde, was seine Schuld bei Fehlverhalten geringer erscheinen lasse als bei § 114 RStGB, der nicht an Vollstreckungssituationen anknüpft. Dies habe den Gesetzgeber zur Privilegierung der Nötigung von Vollstreckungsbeamten bewegt. Da es dieser Sichtweise erstmals gelang, die Systematik der §§ 113, 114 RStGB präzise und dogmatisch schlüssig zu erläutern, entwickelte sie sich allmählich zur herrschenden Auffassung im Schrifttum. Auch das Reichsgericht schloss sich dieser Position nach anfänglicher Zurückhaltung an. De lege lata hatte sich damit die Sichtweise durchgesetzt, dass die Nötigung von Vollstreckungsbeamten gegenüber der Nötigung anderer Beamte privilegiert wurde.
Viele Stimmen zweifelten indes daran, dass es sachgerecht war, die Nötigung von Vollstreckungsbeamten zu privilegieren. Daher wurden mehrere Reformentwürfe erarbeitet, die das Verhältnis zwischen §§ 113, 114 RStGB neu regeln sollten. Diese gelangen jedoch nicht über das Entwurfstadium hinaus.

### Verschärfung der systematischen Probleme durch die Strafrechtsangleichungsverordnung von 1943
Zu einer Reform der Widerstandsdelikte kam es erstmals durch die Strafrechtsangleichungsverordnung von 1943. Mit dieser Verordnung sollten das Strafrecht Deutschlands und die bisherigen Strafrechtsordnungen der eroberten Gebiete einander angeglichen werden. Im Zuge dessen ergänzte der nationalsozialistische Gesetzgeber § 113 RStGB zunächst um eine bis dahin nicht vorhandene Versuchsstrafbarkeit.
Ferner verschob er das Verhältnis zwischen § 113 und § 240 RStGB, indem er das Strafmaß der einfachen Nötigung auf bis zu fünf Jahren Gefängnis anhob und deren Tathandlung um die Drohung mit einem empfindlichen Übel erweiterte. Das höhere Strafmaß der Nötigung entstammte dem österreichischen Nötigungsdelikt. Die Erweiterung des Nötigungsmittels entsprach einer seit längerem geäußerten Forderung des Schrifttums. Da der Gesetzgeber § 113 RStGB durch die Strafrechtsangleichungsverordnung nicht veränderte, besaß diese Regelung nun einen milderen Strafrahmen als die Nötigung. Hierdurch verlor § 113 RStGB seine ursprüngliche Qualifikationswirkung und näherte sich einer Privilegierung der Nötigung an. Dies wird allgemein als redaktioneller Fehler des Gesetzgebers angesehen, da die Gesetzgebungsmaterialien keine Anhaltspunkte dafür enthalten, dass der Gesetzgeber die Nötigung gegenüber Vollstreckungsorganen milder bestrafen wollte als andere Nötigungen. Daher hatte die Reform zur Konsequenz, dass nun nicht nur das Verhältnis zwischen Widerstandleisten und Beamtennötigung unklar war, sondern auch das zwischen Widerstandleisten und allgemeiner Nötigung.

### Änderungen durch das Dritte Strafrechtsreformgesetz von 1970
Nach der Gründung der Bundesrepublik wurde das bisherige RStGB durch das dritte Strafrechtsänderungsgesetz als StGB neu bekanntgemacht. Dabei beseitigte der Gesetzgeber die Versuchsstrafbarkeit beim Widerstandleisten, da er diese als überzogene Ausprägung des nationalsozialistischen Willensstrafrechts ansah. Den angesprochenen Redaktionsfehler korrigierte er indes nicht. Auch in der Folgezeit griff er zwei Reformanregungen, die diesen Fehler durch Anhebung des Strafrahmens des § 113 StGB korrigieren wollten, nicht auf.
Vor dem Hintergrund der Notstandsgesetzgebung und der Studentenunruhen nahm der Gesetzgeber Ende der sechziger Jahre eine Überarbeitung des § 113 StGB in Angriff, die insbesondere der Klärung des Verhältnisses zwischen § 113 und § 240 StGB dienen sollte. Erwogen wurde zunächst die bereits angesprochene Anhebung des Strafrahmens des § 113 StGB, die dessen frühere Funktion als Qualifikation der Nötigung wiederherstellen sollte. Für eine Verschärfung der Strafnorm fand sich jedoch keine politische Mehrheit. Daher und weil in den Gesetzesberatungen fälschlich angenommen wurde, dass § 113 StGB bereits ursprünglich als Privilegierung konzipiert worden sei, bekräftigte der Gesetzgeber in den Gesetzgebungsmaterialien die Funktion des § 113 StGB als Privilegierung der Nötigung. Zu Veränderungen an der Norm kam es daher lediglich in geringem Umfang. So ergänzte der Gesetzgeber Regelbeispiele, die dem im Einzelfall entscheidenden Richter für bestimmte Begehungsformen, etwa bei Beisichführen einer Waffe, eine höhere Strafandrohung nahelegen.
Schließlich hob er den Tatbestand der Beamtennötigung auf, da er diesen neben der allgemeinen Nötigung für verzichtbar hielt. An die Stelle des alten § 114 StGB trat eine Regelung, die den Anwendungsbereich des § 113 StGB auf Personen erstreckte, die an Vollstreckungshandlungen beteiligt waren, ohne Amtsträger zu sein. Mit dieser Regelung wollte der Gesetzgeber dem „Nichtbeamten, dessen sich der Staat zur Erfüllung hoheitlicher Aufgaben bedient und den er damit gesteigerten Gefahren aussetzt,“ einen mit Beamten vergleichbaren strafrechtlichen Schutz bieten.
Die Reform trat am 22. Mai 1970 als Bestandteil des dritten Strafrechtsreformgesetzes in Kraft.

### Durchsetzen der Privilegierungsthese
Dass es der Gesetzgeber ablehnte, die Qualifikationsfunktion des § 113 StGB wiederherzustellen, stieß im juristischen Schrifttum auf Kritik. So bezweifelten einige Autoren, dass es einen sachlichen Anlass gab, um die Nötigung von Vollstreckungsbeamten gegenüber allgemeinen Nötigungen zu privilegieren. Ferner wurde darauf hingewiesen, dass § 113 StGB teilweise geringere Tatbestandsanforderungen als die Nötigung aufweise, was für eine Privilegierung untypisch sei; so verzichtete § 113 StGB auf eine Verwerflichkeitsprüfung und forderte auch keine vollendete Nötigung, da bereits das Erschweren der Amtshandlung tatbestandsmäßig war. Schließlich schütze der § 113 StGB zusätzlich zum freien Willen des Genötigten die Funktionsfähigkeit der staatlichen Vollstreckung; es sei widersprüchlich, § 240 StGB, der sich auf den Schutz des freien Willens beschränkt, mit einer höheren Strafandrohung zu versehen.
Ungeachtet der Kritik setzte sich nach der Reform in Lehre und Praxis allmählich die Auffassung durch, wonach § 113 StGB eine Privilegierung des § 240 StGB darstelle. Die Hauptargumente hierfür ergaben sich aus dem kleineren Strafrahmen des § 113 StGB, aus dessen tatbestandlicher Verengung auf rechtmäßige Vollstreckungshandlungen und aus dessen Verzicht auf eine Versuchsstrafbarkeit.

### Abkehr von der Privilegierungsthese infolge des 44. StÄG
Nach geringfügigen Änderungen in den Jahren 1974 und 1998 erfolgte eine größere Überarbeitung des § 113 StGB durch das 44. Gesetz zur Änderung des Strafgesetzbuchs von 2011. Den Anlass hierzu sah der Gesetzgeber in einer zunehmenden Häufigkeit an Fällen des § 113 StGB. Im Rahmen der Reform hob der Gesetzgeber das Höchststrafmaß von zwei auf drei Jahre Freiheitsstrafe an und erstreckte das Waffen-Regelbeispiel aus § 113 Abs. 2 S. 2 Nr. 1 StGB auf das Mitführen von gefährlichen Werkzeugen. Schließlich schuf er mit § 114 Abs. 3 StGB eine neue Bestimmung, wonach § 113 StGB auch auf die Behinderung und das Angreifen von Kräften der Feuerwehr, des Katastrophenschutzes oder der Rettungsdienste Anwendung finden sollte.
Die gesonderte Erwähnung der gefährlichen Werkzeuge wurde durch eine Entscheidung des Bundesverfassungsgerichts motiviert, dass kurz zuvor festgestellt hatte, dass gefährliche Werkzeuge nicht als Waffen im Sinne der Norm gelten.
Die Erhöhung des Strafrahmens und die Ausweitung des Kreises der Tatopfer waren durch das Ziel motiviert, Vollstreckungsbeamten und Rettungskräften einen besseren strafrechtlichen Schutz zu bieten. Diese Änderungen stießen jedoch im juristischen Schrifttum nahezu geschlossen auf Ablehnung. Die Anhebung des Strafrahmens wurde dafür kritisiert, nicht mit der Privilegierungsthese harmonierten, zu der sich der Gesetzgeber erst kürzlich bekannt hatte. Schließlich hatte die Erhöhung des Strafrahmens zur Folge, dass Nötigung und Widerstandleisten nun die gleiche Höchststrafenandrohung aufwiesen. Damit verlor die bislang herrschende Privilegierungsthese ihr stärkstes Argument, was die Frage nach der systematischen Verortung des § 113 StGB im Gefüge des Nötigungsstrafrechts erneut aufwarf. Da auch der Gedanke der besonderen Belastung des Täters in Vollstreckungssituationen im Zuge der Reform nicht mehr erwähnt wurde, stellten sich zahlreiche Autoren auf den Standpunkt, dass die Reform der Privilegierungsthese die Grundlage entzogen hatte.
Auch die Ausweitung des Opferkreises stieß auf Kritik, da es sich bei den neu hinzugefügten Rettungskräften nicht um Vollstreckungsbeamte handelte. Daher sei es systemwidrig, eine Norm auf diese anzuwenden, die maßgeblich dem Schutz der Autorität staatlicher Vollstreckungsakte dient. Stimmiger wäre es gewesen, den Schutz von Rettungskräften im Umfeld des Verbots der Behinderung von Hilfeleistenden (§ 323c Abs. 2 StGB) zu verorten.

### Weitere Änderungen der §§ 113 ff. StGB
Die heute systematische Struktur der Widerstandsdelikte wurde durch das 52. Strafrechtsänderungsgesetz geschaffen, das am 30. Mai 2017 in Kraft trat. Dieses Gesetz geht auf eine Forderung der Gewerkschaft der Polizei zurück, wonach der Schutz von Einsatzkräften verbessert und der Zunahme von Taten nach § 113 StGB begegnet werden sollte. Insbesondere wollte der Gesetzgeber auch außerhalb von Vollstreckungssituationen einen effektiver strafrechtliche Schutz für Beamte gewährleisten. Zu diesen Zwecken gliederte der Gesetzgeber die Begehungsform des tätlichen Angriffs aus § 113 StGB aus und entwickelte sie in § 114 StGB zu einem eigenständigen Tatbestand mit einer gegenüber § 113 StGB erhöhten Strafandrohung von bis zu fünf Jahren Freiheitsstrafe. Hierbei erweiterte er den Anwendungsbereich des tätlichen Angriffs, indem er den § 114 StGB auf die Vornahme von Diensthandlungen aller Art erstreckte. Der bisherige § 114 StGB wurde zu § 115 StGB. Schließlich nahm der Gesetzgeber mit der gemeinschaftlichen Tatbegehung ein weiteres Regelbeispiel in § 113 StGB auf. Auch diese Reform stieß im juristischen Schrifttum überwiegend auf Ablehnung. Beklagt wurden insbesondere die zu beobachtende Entwicklung eines Sonderstrafrechts für ausgewählte Berufsgruppen sowie handwerkliche Mängel der Neuregelung. Ferner sei es unsystematisch, dass der tätliche Angriff nun mit einer höheren Strafe als die zu einem schweren Taterfolg führende Körperverletzung (§ 223 StGB) bedroht sei. Zudem sei zweifelhaft, ob die Erhöhung des Strafrahmens einen effektiveren Schutz von Beamten gewährleiste. Indem der Gesetzgeber auch mit diesem Gesetz eine Strafverschärfung bezweckte, bekräftigte er die Zweifel, die nach dem 44. StÄG an der Privilegierungsthese aufgekommen waren. Daher wird diese inzwischen vielfach als überholt angesehen.
Die bislang letzte Änderung der Widerstandsdelikte erfolgte mit Wirkung zum 3. April 2021, als der Gesetzgeber durch Ergänzung des § 115 Abs. 3 StGB das Personal ärztlicher Notdienste und Notaufnahmen in den Schutzbereich der §§ 113, 114 StGB einbezog.

## Tatbestand

### Vollstreckungsbeamter
Opfer einer Tat nach § 113 StGB können Amtsträger und Soldaten der Bundeswehr sein, die zur Vornahme von Vollstreckungshandlungen berufen sind. Als Amtsträger gelten gemäß § 11 Abs. 1 Nr. 2 StGB Personen, die nach deutschem Recht Aufgaben der öffentlichen Verwaltung wahrnehmen. Grundsätzlich beschränkt sich der Tatbestand demnach auf inländische Vollstreckungsbeamte, sodass der Widerstand gegen ausländische Beamte lediglich unter den allgemeinen Nötigungstatbestand (§ 240 StGB) fällt. Eine punktuelle Ausnahme enthält indes § 1 Abs. 2 Nr. 5 NTSG, wonach § 113 StGB auch zugunsten von Soldaten und Beamten der in der Bundesrepublik Deutschland stationierten Truppen der nichtdeutschen Vertragsstaaten des Nordatlantikpaktes anzuwenden ist, die sich zur Zeit der Tat im räumlichen Geltungsbereich des NTSG aufhalten.
Zur Vollstreckung berufen ist, wer dazu befugt ist, den Staatswillen im Einzelfall notfalls durch unmittelbaren Zwang durchzusetzen. Dies trifft insbesondere auf Polizisten und Gerichtsvollzieher zu. Hieran fehlt es demgegenüber bei Jugendämtern oder Bußgeldstellen.

### Vollstreckungshandlung
Eine Strafbarkeit nach § 113 StGB setzt weiterhin voraus, dass der Täter mittels Gewalt oder Drohung mit Gewalt gegen den Vollstreckungsbeamten Widerstand leistet, während dieser eine Vollstreckungshandlung vornimmt.
Eine Vollstreckungshandlung führt aus, wer einen auf die Regelung eines Einzelfalls konkretisierten Staatswillen durchsetzen will. So nimmt etwa ein Polizist eine Vollstreckungshandlung vor, der einen Haftbefehl ausführt, eine Blutentnahme vornehmen lässt, oder erkennungsdienstliche Maßnahmen ergreift. Anders verhält es sich demgegenüber bei allgemeiner Streifentätigkeit oder Begleitschutzmaßnahmen, da es dort jeweils am Willen zur zwangsweisen Durchsetzung eines konkretisierten Staatswillens fehlt. Weitere Beispiele für Vollstreckungshandlungen stellen Pfändungshandlungen eines Gerichtsvollziehers, Beschlagnahmen durch einen Zollbeamten sowie die Ausübung sitzungspolizeilicher Befugnisse durch Richter dar.
In zeitlicher Hinsicht findet § 113 StGB Anwendung, sobald die Ausführung der Vollstreckungshandlung unmittelbar bevorsteht. Der Anwendungsbereich der Norm endet mit Beendigung der Vollstreckungshandlung. Eine Vollstreckungshandlung dauert solange an, wie der Beamte Handlungen vornimmt, die bei natürlicher Lebensauffassung als Bestandteil des Vollstreckungsprozesses zählen. So beginnt etwa die Pfändungshandlung eines Gerichtsvollziehers regelmäßig in dem Moment, in dem dieser die Wohnung des Schuldners betritt. Sie endet, wenn der Gerichtsvollzieher die gepfändeten Gegenstände in sein Büro verbracht hat.

### Leisten von Widerstand
Unter Widerstand ist eine aktive Tätigkeit zu verstehen, durch welche die Durchführung einer Vollstreckungsmaßnahme verhindert oder erschwert werden soll.
§ 113 StGB nennt zwei Formen des Widerstands: das Anwenden von und das Drohen mit Gewalt. Beide Tathandlungen entstammen dem Nötigungsparagrafen, der ebenfalls das Nötigungsmittel Gewalt kennt. Als Gewalt gelten im Rahmen des § 240 StGB nach mittlerweile gefestigter Rechtsprechung körperliche Handlungen, durch die körperlich wirkender Zwang auf einen anderen ausgeübt wird. Dem § 113 StGB liegt indes trotz der Parallelen zwischen Nötigung und Widerstandleisten ein engerer Gewaltbegriff zugrunde, der die Körperlichkeit des Zwangsmittels stärker herausstellt. Anlass hierzu gibt der Umstand, dass § 240 StGB mit der individuellen Willensfreiheit ein anderes Rechtsgut schützt als das Verbot des Widerstandleistens, das maßgeblich die körperliche Integrität des Amtswalters schützen soll. Daher liegt Gewalt im Sinne des § 113 StGB nur bei Handlungen vor, die sich unmittelbar gegen den Körper des Amtsträgers richten und sich eignen, die Vornahme der Vollstreckungshandlung zu erschweren.
Tatbestandsmäßig handelt demnach zunächst, wer mit seinem Fahrzeug auf den Beamten zufährt, um diesen dazu zu zwingen, den Fluchtweg freizugeben. Gleiches gilt für Handlungen, mit denen eine Person ihr Verbringen an einen anderen Ort verhindern will; so etwa beim Festhalten an Gegenständen oder dem Stemmen der Füße gegen den Boden. Gewalt verübt ebenfalls, wer Hindernisse aufbaut, um dem Beamten beim Vollstrecken zu behindern. Dem steht es gleich, wenn sich ein Demonstrant auf einer Fahrbahn festklebt, um Polizisten die Beseitigung des Verkehrshindernisses zu erschweren. Bloße Flucht vor der Polizei ist demgegenüber mangels Einwirkung auf den Körper eines Beamten unstrittig kein tatbestandsmäßiger Widerstand. Gleiches gilt für andere Verhaltensweisen, die nicht über einen bloßen Ungehorsam hinausgehen. Aus diesem Grund kritisieren viele Stimmen aus dem juristischen Schrifttum, dass die Rechtsprechung das Verschließen der Wohnungs- bzw. Fahrzeugtür als tatbestandsmäßig ansieht, sofern es dazu dient, den Beamten auszusperren.
Die Drohungsvariante ist ihrem Wortlaut nach enger als bei § 240 StGB formuliert, da sie voraussetzt, dass der Täter dem Amtswalter mit einer Gewaltanwendung bedroht. Dies macht etwa, wer mit einer Pistole auf Polizisten zielt. Nicht tatbestandsmäßig verhält sich demgegenüber, wer mit der Selbstverbrennung droht.

### Vorsatz
Eine Strafbarkeit wegen Widerstandleistens erfordert gemäß § 15 StGB, dass der Täter zumindest mit bedingtem Vorsatz handelt. Er muss daher im Wesentlichen erkennen, dass ihm ein Vollstreckungsbeamter gegenübersteht und billigend in Kauf nehmen, dass er gegen diesen in gewalttätiger Weise Widerstand leistet.

## Rechtmäßigkeit der Diensthandlung

### Dogmatische Einordnung des Rechtmäßigkeitskriteriums
Gemäß § 113 Abs. 3 StGB ist Widerstand nicht strafbar, der sich gegen eine rechtswidrige Vollstreckungshandlung richtet. Dieses Kriterium fußt auf der Überlegung, dass der Bürger lediglich zur Duldung rechtmäßiger Maßnahmen verpflichtet ist und gegen rechtswidrige Maßnahmen zur Notwehr (§ 32 StGB) befugt ist.
Die strafrechtsdogmatische Einordnung des Rechtmäßigkeitskriteriums ist umstritten. Nach überwiegender Auffassung handelt es sich um eine außerhalb des gesetzlichen Tatbestands stehende objektive Bedingung der Strafbarkeit. Eine Gegenauffassung betrachtet § 113 Abs. 3 StGB demgegenüber als Tatbestandsmerkmal. Dies begründet sie damit, dass rechtswidrige Vollstreckungshandlung keine schutzwürdige staatliche Autorität genießen, weshalb der Widerstand gegen diese bereits das Schutzgut des § 113 StGB nicht berühre. Eine weitere Auffassung vertritt, dass § 113 Abs. 3 StGB rechtfertigende Wirkung habe: Sofern die Vollstreckungshandlung rechtswidrig ist, lasse § 113 Abs. 3 StGB die Rechtswidrigkeit des Widerstands entfallen. Diese unterschiedlichen Ansätze besitzen aus dogmatischer Sicht insbesondere für den notwendigen Umfang des Vorsatzes Bedeutung. Betrachtet man die Rechtmäßigkeit als Bestandteil des gesetzlichen Tatbestands, setzt eine Strafbarkeit nach § 113 StGB voraus, dass der Täter die Vollstreckungshandlung für rechtmäßig hält. Demnach wäre nach allgemeiner Strafrechtslehre eine Strafbarkeit gemäß § 16 StGB zu verneinen, wenn der Täter das Amtshandeln irrig als rechtswidrig ansieht. Nach den Gegenauffassungen muss sich der Vorsatz nicht auf die Rechtswidrigkeit erstrecken. Dieser aus dogmatischer Sicht erhebliche Unterschied wirkt sich auf die Praxis jedoch nicht unmittelbar aus, da § 113 Abs. 4 StGB den Irrtum über die Rechtswidrigkeit der Amtshandlung einer eigenständigen Sonderregelung zuführt. Hiernach kann die Strafe gemäß § 49 StGB gemildert oder sogar aufgehoben werden, wenn der Irrtum für den Täter vermeidbar war und es diesem nicht zumutbar war, einen Rechtsbehelf gegen die vermeintlich rechtswidrige Vollstreckungshandlung einzulegen. Das Vermeidbarkeitskriterium entstammt der Regelung zum Verbotsirrtum (§ 17 StGB), der als vermeidbar gilt, wenn es dem Täter bei gebotener Anspannung seines Gewissens nicht möglich war, die Rechtmäßigkeit zu erkennen. Das Rechtsbehelfskriterium soll sicherstellen, dass Streitigkeiten über die Rechtmäßigkeit von Amtshandeln primär vor Gerichten geführt werden. Als unzumutbar gilt dies insbesondere in Fällen, in denen ein sofortiges Handeln notwendig ist, um den Eintritt eines erheblichen Schadens abzuwenden.

### Anforderungen an die Rechtmäßigkeit
Umstritten ist ferner, unter welchen Voraussetzungen eine Vollstreckungshandlung als rechtswidrig gilt. Nach einer im juristischen Schrifttum verbreiteten Auffassung ist dies der Fall, wenn die Handlung alle einschlägigen Voraussetzungen des zugrunde liegenden Rechtsgebiets, meist des Prozessrechts, erfüllt. Der Bundesgerichtshof legt indes geringere Anforderungen an die Vollstreckungshandlung an. Hiernach genüge es, wenn der Vollstreckungsbeamte im Rahmen seiner Zuständigkeit handelt, die wesentlichen vorgeschriebenen Förmlichkeiten der Handlung wahrt und die rechtlichen Eingriffsvoraussetzungen pflichtgemäß würdigt.
Als rechtmäßig in diesem Sinne hielt es die Rechtsprechung etwa, dass Polizisten einen alkoholisierten Fahrzeugführer zur Duldung einer Blutentnahme durch einen Sanitäter zwangen, den sie aufgrund eines unverschuldeten Irrtums für einen Arzt hielten, obwohl gemäß § 81a StPO die Blutentnahme durch einen Arzt vorgenommen werden muss. Die Rechtmäßigkeit bejahte die Rechtsprechung ebenfalls, als Polizisten eine Abschiebungsanordnung trotz entgegenstehender aufenthaltsrechtlicher Duldung vollstreckten. Auswirkungen hat der Meinungsstreit also insbesondere in Fällen, in denen der Vollstreckungsbeamte eine Rechtmäßigkeitsanforderung übersieht, deren Vorliegen er nur schwer überprüfen kann. Während das Schrifttum in diesen Fällen die Rechtswidrigkeit bejahen würde, würde die Rechtsprechung danach differenzieren, ob der Vollstreckungsbeamte die Rechtswidrigkeit seines Handelns erkennen konnte.

## Prozessuales und Strafzumessung
Die Tat wird als Offizialdelikt von Amts wegen verfolgt, weshalb es zur Strafverfolgung keines Strafantrags des Genötigten bedarf.
Im Grundsatz können für das Widerstandleisten eine Freiheitsstrafe bis zu drei Jahren oder eine Geldstrafe verhängt werden. Der Regelstrafrahmen erhöht sich auf eine Freiheitsstrafe von sechs Monaten bis zu fünf Jahren, wenn ein besonders schwerer Fall vorliegt. Ein besonders schwerer Fall liegt nach § 113 Abs. 2 S. 2 StGB in der Regel vor, wenn der Täter eine Waffe oder ein gefährliches Werkzeug mitführt, durch eine Gewalttätigkeit den Angegriffenen in die Gefahr des Todes oder einer schweren Gesundheitsschädigung bringt oder die Tat mit einem anderen Beteiligten gemeinschaftlich begeht. Als Waffen hat die Rechtsprechung etwa Gewehre, Messer, geladene Pistolen und Schreckschusspistolen angesehen.
Inhabern eines Jagdscheins kann dieser gemäß § 41 Abs. 1 Nr. 2 BJagdG bei einer Verurteilung nach den § 113 StGB entzogen und gesperrt werden, wenn sich die Tat gegen einen Amtsträger richtet, der sich in Ausübung des Forst-, Feld-, Jagd- oder Fischereischutzes befindet.
Ergibt ein Auszug aus dem Bundeszentralregister eine Verurteilung wegen Widerstands gegen oder des tätlichen Angriffs auf Vollstreckungsbeamte oder gegen oder auf Personen, die Vollstreckungsbeamten gleichstehen, fehlt dem Täter in der Regel die für die Erteilung einer Erlaubnis im Bewachungsgewerbe erforderliche Zuverlässigkeit gemäß § 34a Abs. 1 S. 4 Nr. 4 lit. b, S. 5 Nr. 2 GewO.

## Gesetzeskonkurrenzen
Da Widerstandshandlungen den Zweck verfolgen, den betroffenen Beamten zu einer Duldung oder Unterlassung zu nötigen, verwirklichen sie neben dem § 113 StGB regelmäßig den Tatbestand der Nötigung (§ 240 StGB). Da § 113 StGB im Verhältnis zur allgemeinen Nötigung die lex specialis darstellt, verdrängt er diesen. Unstreitig ist dies für Taten, die den Tatbestand des § 113 StGB erfüllen. Ob § 113 StGB den Rückgriff auf § 240 StGB auch in Fällen sperrt, in denen sein Tatbestand nicht erfüllt ist, etwa weil der Täter auf andere Weise als mit Gewaltanwendung droht, ist umstritten.
Tateinheit ist im Rahmen des § 113 StGB denkbar mit den Körperverletzungsdelikten (§§ 223 ff. StGB), den Sachbeschädigungsdelikten (§§ 303 ff. StGB) und dem Hausfriedensbruch (§ 123 StGB). Auch bezüglich mehrerer, einander folgenden Widerstandshandlungen kommt die Annahme einer Tateinheit in Betracht.

## Kriminologie
Das Bundeskriminalamt gibt jährlich eine Statistik über alle in Deutschland gemeldeten Straftaten heraus, die Polizeiliche Kriminalstatistik. Seit 1993 wird das gesamte Bundesgebiet erfasst. In den Statistiken von 1991 und 1992 wurden die alten Bundesländer und das gesamte Berlin erfasst. Frühere Statistiken erfassen lediglich die alten Bundesländer. Die Kriminalstatistik fasst das Widerstandleisten mit den inhaltlich eng verwandten § 114, § 115 StGB unter einem Schlüssel zusammen. Bis 2017 bündelte sie diese Delikte zudem mit der Gefangenenbefreiung (§ 120 StGB), der Gefangenenmeuterei (§ 121 StGB) und dem öffentlichen Auffordern zu Straftaten (§ 111 StGB) unter einem Schlüssel zusammen, wobei diese Delikte zahlenmäßig kaum ins Gewicht fielen.
Im Jahr 2021 wurden rund 5.000 Personen nach § 113 StGB, 5.400 Personen nach § 114 StGB sowie 1.100 Personen nach § 115 StGB verurteilt. 90 Prozent der Verurteilten sind Männer, 20 Prozent wurden wegen einer Tat im gleichen Jahr, 60 Prozent wegen einer Tat im Vorjahr verurteilt. Etwa 20 Prozent werden zu einer Freiheitsstrafe verurteilt, die anderen zu Geldstrafe. Im Vergleich zur allgemeinen Nötigung fallen die Strafen für Widerstandshandlungen in der Regel höher aus. Bei 30 Personen wurden mehr als zwei Jahre Freiheitsstrafe verhängt. Die verhängten Geldstrafen betrugen in rund 85 % der Fälle bei § 113 StGB und in rund 45 % bei § 114 StGB maximal 90 Tagessätze.
Rund 150 bzw. 400 Personen wurden wegen § 113 StGB bzw. § 114 StGB in Untersuchungshaft genommen. Etwa die Hälfte der Verurteilten war bereits zuvor wegen einer Straftat verurteilt worden; jeder vierte bereits vorab mehr als fünf Mal und ebenfalls jeder vierte vorab bereits zu einer Haftstrafe. Rund 30 % der Verurteilten sind Ausländer.
|      | Erfasste Fälle | Erfasste Fälle        | Mit Schusswaffe | Mit Schusswaffe |                  |
| Jahr | Insgesamt      | Pro 100.000 Einwohner | Geschossen      | Gedroht         | Aufklärungsquote |
| ---- | -------------- | --------------------- | --------------- | --------------- | ---------------- |
| 1987 | 15.122         | 24,7                  | 19              | 55              | 98,4 %           |
| 1988 | 14.673         | 24,0                  | 18              | 72              | 98,9 %           |
| 1989 | 14.717         | 23,8                  | 22              | 59              | 99,1 %           |
| 1990 | 14.510         | 23,1                  | 10              | 55              | 98,8 %           |
| 1991 | 15.513         | 23,9                  | 22              | 66              | 98,2 %           |
| 1992 | 15.031         | 22,9                  | 30              | 54              | 98,8 %           |
| 1993 | 18.293         | 22,6                  | 38              | 122             | 98,5 %           |
| 1994 | 17.653         | 21,7                  | 27              | 107             | 98,3 %           |
| 1995 | 17.324         | 21,2                  | 29              | 84              | 98,4 %           |
| 1996 | 18.190         | 22,2                  | 27              | 98              | 98,7 %           |
| 1997 | 20.689         | 25,2                  | 34              | 89              | 99,2 %           |
| 1998 | 22.025         | 26,8                  | 26              | 77              | 98,6 %           |
| 1999 | 21.624         | 26,4                  | 14              | 82              | 98,8 %           |
| 2000 | 21.366         | 26,0                  | 22              | 101             | 99,0 %           |
| 2001 | 21.379         | 26,0                  | 13              | 82              | 98,9 %           |
| 2002 | 22.914         | 27,8                  | 15              | 73              | 99,1 %           |
| 2003 | 22.829         | 27,7                  | 11              | 65              | 98,7 %           |
| 2004 | 24.919         | 30,2                  | 17              | 61              | 98,6 %           |
| 2005 | 25.664         | 31,1                  | 9               | 48              | 98,6 %           |
| 2006 | 26.596         | 32,3                  | 17              | 58              | 98,9 %           |
| 2007 | 26.782         | 32,5                  | 18              | 51              | 98,7 %           |
| 2008 | 28.272         | 34,4                  | 9               | 39              | 98,6 %           |
| 2009 | 26.344         | 32,1                  | 13              | 32              | 98,6 %           |
| 2010 | 23.372         | 28,6                  | 5               | 26              | 98,1 %           |
| 2011 | 22.839         | 27,9                  | 9               | 24              | 98,0 %           |
| 2012 | 23.628         | 28,9                  | 7               | 34              | 97,9 %           |
| 2013 | 21.618         | 26,8                  | 11              | 32              | 98,0 %           |
| 2014 | 21.937         | 27,2                  | 6               | 24              | 98,2 %           |
| 2015 | 21.945         | 27,0                  | 3               | 25              | 97,5 %           |
| 2016 | 24.362         | 29,6                  | 5               | 28              | 97,4 %           |
| 2017 | 24.419         | 29,6                  | 4               | 25              | 98,0 %           |
| 2018 | 33.260         | 40,2                  | 10              | 29              | 99,0 %           |
| 2019 | 36.126         | 43,5                  | 9               | 42              | 98,5 %           |
| 2020 | 36.760         | 44,2                  | 13              | 28              | 98,7 %           |
| 2021 | 37.933         | 45,6                  | 12              | 38              | 98,4 %           |
| 2022 | 40.700         | 48,9                  | 14              | 53              | 98,6 %           |

## Verwandte Tatbestände

### Tätlicher Angriff auf Vollstreckungsbeamte (§ 114 StGB)
§ 114 StGB sieht eine gegenüber § 113 StGB erhöhte Strafandrohung vor, sofern der Täter durch einen tätlichen Angriff Widerstand leistet. Unter einem tätlichen Angriff ist eine „in feindlicher Willensrichtung unmittelbar auf den Körper eines anderen zielende Einwirkung“ zu verstehen. Diese Formel wird seit langem weit ausgelegt; als der tätliche Angriff noch in § 113 StGB geregelt war, sah die Rechtsprechung etwa bereits das Bedrohen mit erhobenen Fäusten oder das Übergießen mit einer Flüssigkeit als tatbestandsmäßig an. Seit der Neufassung des § 114 StGB stößt das weite Begriffsverständnis der Rechtsprechung allerdings zunehmend auf Kritik. Zahlreiche Stimmen aus dem Schrifttum sprechen für ein restriktiveres Verständnis der Tathandlung aus, um den gegenüber § 113 StGB erhöhten Unwertgehalt der Tat zum Ausdruck zu bringen und um eine Abgrenzung zur dort vorhandenen Begehungsform des Widerstandsleistens mit Gewalt zu ermöglichen. Unstrittig nicht unter § 114 StGB fallen jedenfalls Einwirkungen, die rein psychisch wirken; so etwa das Einschüchtern mit einer Schreckschusswaffe.
In systematischer Hinsicht handelt es sich bei § 114 StGB teilweise um ein eigenständiges Delikt, teilweise um eine Qualifikation. Als Qualifikation fungiert er, sofern sich die Tat gegen einen Vollstreckungsbeamten richtet, der eine Vollstreckungshandlung vornimmt. Er hebt den und hebt dessen Strafrahmen an auf eine Freiheitsstrafe von drei Monaten bis zu fünf Jahren. Dieser Strafrahmen verschiebt sich gemäß § 114 Abs. 2 StGB auf Freiheitsstrafe von sechs Monaten bis zu fünf Jahren, wenn der Täter ein Regelbeispiel des § 113 Abs. 2 StGB verwirklicht. Allerdings finden gemäß § 114 Abs. 3 StGB die Sonderbestimmungen für rechtswidrige Vollstreckungshandlungen aus § 113 Abs. 3, 4 StGB entsprechende Anwendung. Als eigenständiges Delikt fungiert § 114 StGB, soweit sich der tätliche Angriff gegen einen Vollstreckungsbeamten richtet, der keine Vollstreckungs-, sondern lediglich eine allgemeine Diensthandlung vornimmt. So findet die Vorschrift etwa auch Anwendung auf polizeiliche Streifentätigkeit, Befragungen von Passanten, Unfallaufnahmen, Radarüberwachungen, Reifenkontrollen, Beschuldigtenvernehmungen oder auf die Begleitung von Demonstrationszügen.
Die größere tatbestandliche Weite wirkt sich auf das Schutzgut der Norm aus: Da § 114 StGB nicht an Vollstreckungshandlungen anknüpft, kann er anders als § 113 StGB deren besondere Autorität nicht schützen. Daher ist umstritten, ob § 114 StGB zusätzlich zum Schutz des individuellen Amtsträgers ein überindividuelles Gut schützen soll. Nach einer Auffassung schützt § 114 StGB zusätzlich Diensthandlungen, da Angriffe auf diese nicht nur die körperliche Integrität des Amtsträgers, sondern auch die Bestands- und Durchsetzungskraft der Rechtsordnung missachten. Nach anderer Auffassung ist ein zusätzliches Schutzgut abzulehnen, da sich ein solches nicht in hinreichend bestimmter Weise umschreiben ließe.

### Widerstand gegen oder tätlicher Angriff auf Personen, die Vollstreckungsbeamten gleichstehen (§ 115 StGB)
Beim vielfach kritisierten § 115 StGB handelt es sich in systematischer Hinsicht um eine Verweisungsnorm, die an §§ 113, 114 StGB anknüpft und die Geltung dieser Tatbestände auf zusätzliche Berufsgruppen ausdehnt. So sind gemäß § 115 Abs. 1 StGB die §§ 113, 114 StGB entsprechend auf Personen anzuwenden, die die Rechte und Pflichten eines Polizeibeamten haben oder die Ermittlungspersonen der Staatsanwaltschaft sind, ohne Amtsträger zu sein. Dies trifft beispielsweise auf Jagdaufseher (§ 25 Abs. 2 BJagdG) zu. Gemäß § 115 Abs. 3 StGB finden die §§ 113, 114 StGB ferner Anwendung, wenn sich die Nötigungshandlung gegen Angehörige der Feuerwehr, des Katastrophenschutzes, eines Rettungsdienstes, eines ärztlichen Notdienstes oder einer Notaufnahme richtet, während diese bei Unglücksfällen, gemeiner Gefahr oder Not Hilfe leisten.

### Nebenstrafrecht
Eine dem § 113 StGB ähnliche Regelung enthält das LuftSiG zum Schutz von Luftfahrzeugführern. Diese nehmen gemäß § 12 LuftSiG die hoheitliche Aufgabe der Gefahrenabwehr als Beliehene ergänzend zu den Luftfahrtbehörden wahr. Gemäß § 20 Abs. 1 LuftSiG handelt ordnungswidrig, wer als an Bord befindliche Person den Anordnungen des Luftfahrzeugführers oder seiner Beauftragten nicht Folge leistet. Wer dabei Gewalt anwendet oder mit Gewalt droht, wird gemäß § 20 Abs. 2, 3 LuftSiG mit Freiheitsstrafe von bis zu fünf Jahren bestraft. Die Vorschrift begegnet dem Problem der unbotmäßigen Fluggäste. Die Mitgliedstaaten der Internationalen Zivilluftfahrtorganisation (ICAO) waren durch die Ratsentschließung A 33-4 nach den Terroranschlägen am 11. September 2001 aufgefordert worden, in diesem Bereich insbesondere durch Schaffung von Sanktionsvorschriften tätig zu werden.